# Convention européenne sur le statut juridique des enfants nés hors mariage
La Convention européenne sur le statut juridique des enfants nés hors mariage est un traité international du Conseil de l'Europe, obligeant les états signataires à s'entendre pour renforcer et promouvoir sur le statut juridique des enfants nés hors mariage, à celui des enfants nés dans le mariage, y compris à reconnaître la filiation naturelle, l'opposition ou la contestation de paternité, l'attribution de l'autorité parentale et les droits successoraux des enfants.

## Adoption, signature et ratification

### Processus général
| Signataire         | Signature  | Ratification | Entrée en vigueur |
| ------------------ | ---------- | ------------ | ----------------- |
| Albanie            | 20/01/2011 | 09/09/2011   | 10/12/2011        |
| Autriche           | 19/08/1976 | 28/05/1980   | 29/08/1980        |
| Azerbaïdjan        |            | 28/03/2000   | 29/06/2000        |
| Chypre             | 01/12/1978 | 11/07/1979   | 12/10/1979        |
| Danemark           | 15/10/1975 | 18/01/1979   | 19/04/1979        |
| France             | 02/09/1977 |              |                   |
| Géorgie            | 07/11/2001 | 30/04/2002   | 31/07/2002        |
| Grèce              | 10/05/1988 | 15/06/1988   | 16/09/1988        |
| Irlande            | 05/10/1988 | 05/10/1988   | 06/01/1989        |
| Islande            | 27/01/1977 |              |                   |
| Italie             | 11/02/1981 |              |                   |
| Lettonie           | 17/09/1999 | 01/07/2003   | 02/10/2003        |
| Liechtenstein      | 02/09/1996 | 17/04/1997   | 18/07/1997        |
| Lituanie           | 14/04/1994 | 17/04/1997   | 18/07/1997        |
| Luxembourg         | 15/10/1975 | 01/04/1982   | 02/07/1982        |
| Macédoine du Nord  | 03/04/2001 | 29/11/2002   | 01/03/2003        |
| Moldavie           | 27/06/2001 | 14/03/2002   | 15/06/2002        |
| Norvège            | 15/10/1975 | 19/08/1976   | 11/08/1978        |
| Pologne            | 11/03/1996 | 21/06/1996   | 22/09/1996        |
| Portugal           | 22/11/1979 | 07/05/1982   | 08/08/1982        |
| République tchèque | 26/04/2000 | 07/03/2001   | 08/06/2001        |
| Roumanie           |            | 30/11/1992   | 01/03/1993        |
| Royaume-Uni        | 15/10/1975 | 24/02/1981   | 25/05/1981        |
| Suède              | 15/10/1975 | 08/06/1976   | 11/08/1978        |
| Suisse             | 27/01/1977 | 10/05/1978   | 11/08/1978        |
| Ukraine            | 24/01/2006 | 26/03/2009   | 27/06/2009        |